# 漿液性炎症

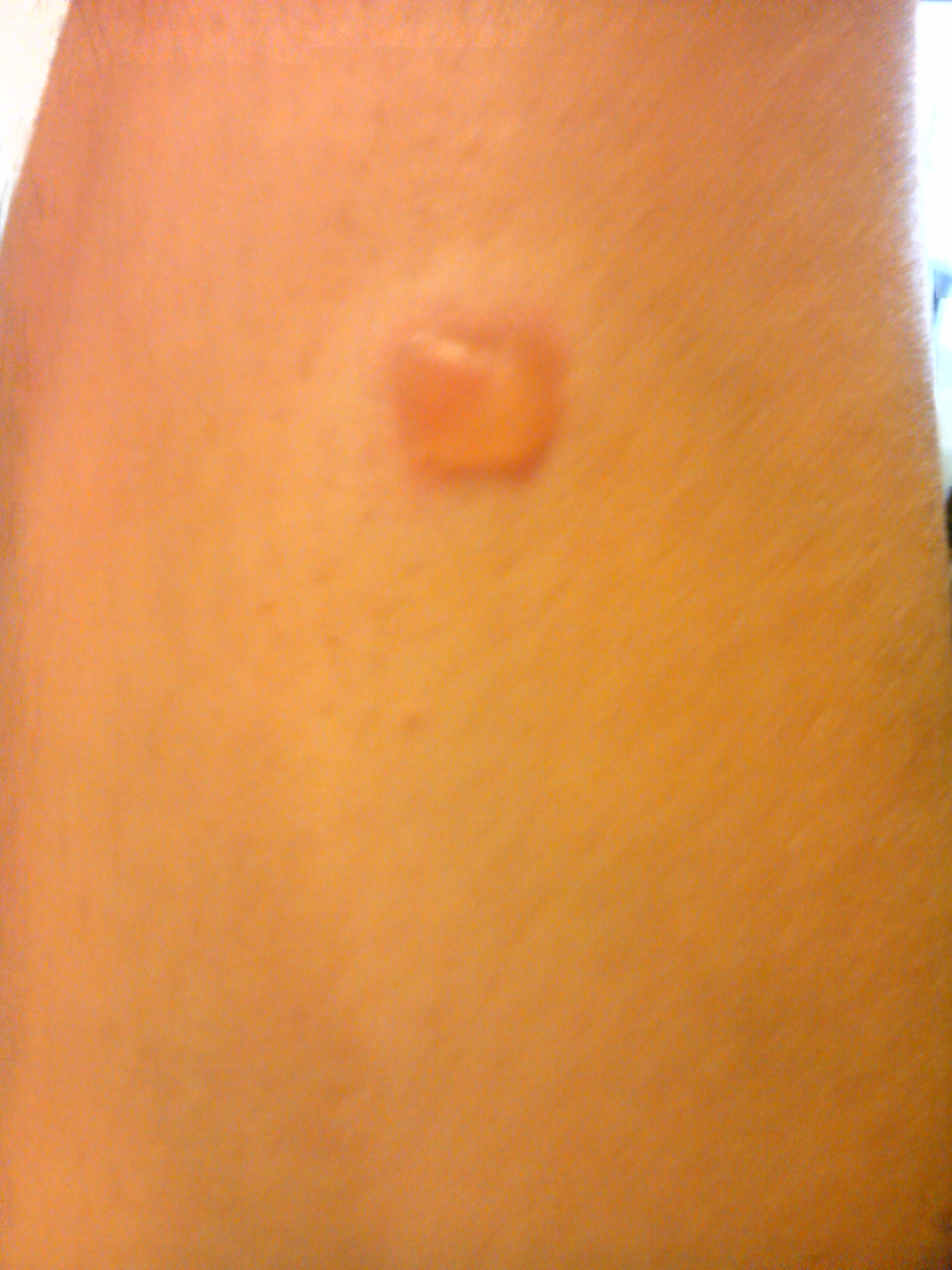
火傷による漿液性炎症

漿液性炎症（しょうえきせいえんしょう）とは、液体成分主体の滲出物の炎症で急性期炎症初期の炎症性充血を伴う病変のこと。
毛細血管網の発達した組織に起こりやすく、一般的に滲出液中にフィブリノゲンを含まない為、淡黄色でほぼ透明であるが、時々少数の好中球が混じり微かに混濁することがある。
漿液性炎症では、滲出液は吸収され、瘢痕は残らず治癒することが多い。
尚、皮膚や粘膜に限局して漿液が貯まるものは水疱と呼ぶ。
粘膜に起こった場合はカタル性炎症となる。
腹腔、心嚢、関節、胸腔などの漿膜に起こった場合は、漿液性腹膜炎、漿液性心外膜炎、漿液性胸膜炎などと呼び胸腔、腹腔内に数リットルの胸水、腹水がたまることがある（炎症性水症）。